# Peter Marti
Peter Marti (født 12. juli 1952 i Langenthal, Schweiz, død 24. marts 2023) var en schweizisk fodboldspiller (angriber).
Marti spillede seks kampe for Schweiz' landshold. På klubplan repræsenterede han FC Basel, FC Aarau, BSC Young Boys og FC Zürich og nåede at vinde fire schweiziske mesterskaber i løbet af karrieren.

## Titler
Schweizisk mesterskab
- 1974 og 1975 med FC Zürich
- 1977 og 1980 med FC Basel

Schweizisk pokal
- 1973 med FC Zürich
- 1985 med FC Aarau